# Frýdek-Místek
Frýdek-Místek er en by i det østlige Tjekkiet med et indbyggertal (pr. 2006) på ca. 59.000. Byen ligger i regionen Mähren-Schlesien, ved bredden af floden Ostravice.

## Kendte personer fra Frýdek-Místek
- Tomáš Galásek - fodboldspiller